# Carcelia alpestris
Carcelia alpestris är en tvåvingeart som beskrevs av Herting 1966. Carcelia alpestris ingår i släktet Carcelia och familjen parasitflugor. Inga underarter finns listade i Catalogue of Life.